# Campeonato Mundial de Gimnasia Artística de 2005
El XXXVIII Campeonato Mundial de Gimnasia Artística se celebró en Melbourne (Australia) entre el 21 y el 27 de noviembre de 2005 bajo la organización de la Federación Internacional de Gimnasia (FIG) y la Federación Australiana de Gimnasia.
Las competiciones se llevaron a cabo en la Rod Laver Arena con capacidad para 15.000 espectadores. Se contó con la presencia de 298 gimnastas (179 hombres y 97 mujeres) de 54 países miembros de la FIG. 

## Resultados

### Masculino
| Evento                 | Oro                                    | Plata                              | Bronce                                                 |
| ---------------------- | -------------------------------------- | ---------------------------------- | ------------------------------------------------------ |
| Concurso completo ind. | Hiroyuki Tomita Japón 56,698 pts.      | Hisashi Mizutori Japón 55,349 pts. | Denis Savenkov · Bielorrusia · 55,112 pts.             |
| Suelo                  | Diego Hypólito · Brasil · 9,675        | Brandon O'Neill · Canadá · 9,625   | Róbert Gál · Hungría / · Fuliang Liang · China · 9,587 |
| Caballo con arcos      | Qin Xiao China 9,850                   | Ion Silviu Suciu Rumania 9,700     | Takehiro Kashima Japón 9,687                           |
| Anillas                | Yuri van Gelder · Países Bajos · 9,725 | Alexander Safoshkin Rusia 9,712    | Matteo Morandi · Italia · 9,662                        |
| Salto de potro         | Marian Drăgulescu Rumania 9,693        | Leszek Blanik · Polonia · 9,587    | Alin Sandu Jivan Rumania 9,575                         |
| Paralelas              | Mitja Petkovšek Eslovenia 9,700        | Xiaopeng Li China 9,675            | Yann Cucherat Francia 9,662                            |
| Barra fija             | Aljaž Pegan Eslovenia 9,662            | Yann Cucherat Francia 9,650        | Valeri Goncharov · Ucrania · 9,637                     |

### Femenino
| Evento                 | Oro                                   | Plata                                  | Bronce                                |
| ---------------------- | ------------------------------------- | -------------------------------------- | ------------------------------------- |
| Concurso completo ind. | Chellsie Memmel Estados Unidos 37,824 | Anastasia Liukin Estados Unidos 37,823 | Monette Russo Australia 37,298        |
| Suelo                  | Alicia Sacramone Estados Unidos 9,612 | Anastasia Liukin Estados Unidos 9,425  | Suzanne Harmes · Países Bajos · 9,212 |
| Salto de potro         | Fei Cheng China 9,656                 | Oxana Chusovitina Uzbekistán 9,418     | Alicia Sacramone Estados Unidos 9,412 |
| Barras asimétricas     | Anastasia Liukin Estados Unidos 9,662 | Chellsie Memmel Estados Unidos 9,587   | Elizabeth Tweddle Reino Unido 9,575   |
| Barra                  | Anastasia Liukin Estados Unidos 9,612 | Chellsie Memmel Estados Unidos 9,512   | Cătălina Ponor Rumania 9,500          |

## Medallero
| Núm. | País           | Oro | Plata | Bronce | Total |
| ---- | -------------- | --- | ----- | ------ | ----- |
| 1    | Estados Unidos | 4   | 4     | 1      | 9     |
| 2    | China          | 2   | 1     | 1      | 4     |
| 3    | Eslovenia      | 2   | 0     | 0      | 2     |
| 4    | Rumania        | 1   | 1     | 2      | 4     |
| 5    | Japón          | 1   | 1     | 1      | 3     |
| 6    | Países Bajos   | 1   | 0     | 1      | 2     |
| 7    | Brasil         | 1   | 0     | 0      | 1     |
| 8    | Francia        | 0   | 1     | 1      | 2     |
| 9    | Canadá         | 0   | 1     | 0      | 1     |
| 9    | Polonia        | 0   | 1     | 0      | 1     |
| 9    | Rusia          | 0   | 1     | 0      | 1     |
| 9    | Uzbekistán     | 0   | 1     | 0      | 1     |
| 13   | Australia      | 0   | 0     | 1      | 1     |
| 13   | Bielorrusia    | 0   | 0     | 1      | 1     |
| 13   | Hungría        | 0   | 0     | 1      | 1     |
| 13   | Italia         | 0   | 0     | 1      | 1     |
| 13   | Reino Unido    | 0   | 0     | 1      | 1     |
| 13   | Ucrania        | 0   | 0     | 1      | 1     |
|      | TOTAL          | 12  | 12    | 13     | 37    |